# Langer Werder
Langer Werder ist eine Insel im Fluss Havel. Sie liegt südlich der Stadt Ketzin. Die Insel hat eine Länge von etwa 660 m und eine Breite von 100 m.